# Блэн, Жорж
Жорж Блэн (фр. Georges Blun [ʒɔʁʒ blœ̃]; 1 июня 1893 — ?) — французский журналист, агент советской разведки. Оперативные псевдонимы: Деил, Лонг, Лео, Элли, Андре Шуази, Леонард Генри Лонг, Лев.

## Биография
Родился 1 июня 1893 года в Эльзас-Лотарингии. Француз по происхождению. Родители: Жорж и Люси Корвизор. Был женат на Марии Кенцель, журналистке.
Работал на британскую и французскую секретные службы во время Первой мировой войны. В 1920 году был выдворен из Швейцарии за подрывную деятельность.
С 1925 года и до 1930 годов работал в Германии, главным образом в Берлине, в качестве корреспондента различных газет, в том числе парижских Суар и Journal des débats.

### В годы Второй мировой войны
В 1939 году Жорж Блэн перевёл свой корреспондентский пункт в Цюрих, где установил хорошие связи с немцами. Также он познакомился со многими важными лицами, работавшими на швейцарскую разведку В Швейцарии ему было разрешено оставаться только под надзором полиции.
В октябре 1941 года Зальтер свел Отто Пюнтера (Пакбо) с Блэном. Через Пакбо Блэн познакомился с советским разведчиком Шандором Радо.
Из воспоминаний Шандора Радо:

В эти дни вместе с очередной информацией я получил через Пакбо записку от Лонга. Француз поздравлял меня с грандиозной победой советского оружия, писал о своем восхищении боеспособностью и героизмом Красной Армии. Лонг также просил извинить его за тот временный упадок духа, который он не смог перебороть в себе несколько месяцев назад, за сомнения, высказанные мне при нашей встрече.
Да, такой разговор действительно между нами был. Это случилось, когда германские войска подступали к предгорьям Кавказа, а в самом Сталинграде уже прорвались к берегу Волги.
Всегда веселый и жизнерадостный, Лонг впал в отчаяние. Ему уже казалось, что все пропало и вряд ли имеет какой-либо смысл та информация, которую он для нас добывает. Об этом мне с большой тревогой сообщил Пакбо на одном из свиданий:
— Лонг настаивает на встрече с главным руководителем группы.
Терять такого опытного и талантливого разведчика, как Лонг, мы не могли. Я согласился, в виде исключения, увидеться с ним, нарушая строжайшие нормы конспирации. Но другого выхода не было.
Знакомство наше состоялось в Берне, на квартире Пакбо. Я увидел перед собой очень симпатичного человека, низенького, плечистого и краснощекого. На вид Лонгу было лет пятьдесят. Мы проговорили тогда далеко за полночь. Не знаю, насколько мои слова приободрили приунывшего Лонга, но информация от него продолжала поступать по-прежнему аккуратно и была весьма полезной..

Обычно Блэн жил в Берлине, хотя бывал в Швейцарии и Франции. В 1942 году он создал убежище в Форарльберге, за что советские агенты-парашютисты в Австрии ему платили. Один из агентов выдал его. После допроса в гестапо Блэна освободили.
С января по сентябрь 1943 года он поставлял сведения швейцарской секретной службе. В 1943 году Блэн предлагал свои услуги французской разведке, но та не смогла выплатить затребованную им сумму.
Блэн имел информатора с псевдонимом «Агнесса» — Эрнста Леммера, берлинского корреспондента Neue Zürcher Zeitung, неоднократно приезжавшего в Швейцарию и связанного с антинацистскими заговорщиками. Кроме того, Блэн передавал советской разведке информацию, которую получал от источников Брудер (Брат), Фанни, Рот (Красный) и Луиза. Последний псевдоним обозначал разведотдел швейцарского генштаба. Блэн контактировал с сотрудниками швейцарской службы разведки и контрразведки, а также в числе информаторов Блэна были немецкие журналисты, диктор швейцарской авиакомпании и шведские промышленники. Блэн сотрудничал с участниками французского сопротивления.
Американский разведчик в Швейцарии Аллен Даллес также вступил в контакт с Блэном и его немецким коллегой журналистом Вальтером Боссхардом, которые были связаны с бывшим канцлером Германии Йозефом Виртом, жившим в эмиграции в Швейцарии.

### После Второй мировой войны
После Второй мировой войны Блэн покинул Швейцарию и перебрался в Восточный Берлин, где работал на советскую разведку. Осенью 1947 года он вступил в контакт с японскими дипломатами. Затем переехал в Женеву, где стал корреспондентом Газетт де Женев.